# Mydromera notochloris
Mydromera notochloris là một loài bướm đêm thuộc phân họ Arctiinae, họ Erebidae.